# Српски књижевници из средњег века
Српски књижевници средњег века су писци, преписивачи и преводиоци који су стварали у кругу византијске књижевности на стрословенском и српскословенском језику. Период у који се могу сврстати ови писци обухвата седам векова, од Црнорисца Храбра на прелазу из X у XI век, преко Светог Саве и његових савреманика, а потом и књижевних следбеника Доментијана и Теодосија, до архиепископа Данила II и његових настављача, до потоњих писаца и познијих књижевних стваралаца, све до Гаврила Стефановића Венцловића, који је у првој половини XVIII века писао на измаку српске средњовековне епохе и на почетку српске барокне књижевности. Поједине средњовековне словенске књижевности, па тако ни српску, немогуће је разматрати одвојено од шире хришћанске заједнице, од узајамних утицаја сродних словенских култура (нпр. Григорије Цамблак и Поп Пеја могу се подједнако оправдано сврстати у више националних књижевности), али ни изван заједничког жанровског и тематског јединства, средњовековног корпуса родова, који вуку своје корене из ранохришћанске књижевности на грчком језику и византијске књижевности средњега века.

## Регистар српских средњовековних писаца
- Андоније Рафаил Епактит
- Атанасије Даскал Србин
- Атанасије Писар
- Арсеније III Црнојевић
- Антоније Багаш

### Б
- Братко Писар Братков минеј
- Бранко Младеновић
- Бенедикт Курипечич

### В
- Владислав Граматик

### Г
- Гаврил Стефановић Венцловић
- Гаврило Тројичанин
- Георгије Митрофановић
- Григорије Рачанин
- Григорије Рашки
- Григорије Синаит Млађи
- Григорије Хиландарац
- Григорије Цамблак
- Старац Григорије

### Д
- Давид, српски летописац
- Дамаскин Хиландарац
- Данило Пећки (Данило II, архиепископ српски)
- Данило Бањски (Данило Млађи, Данило III)
- Данилов ученик
- Данилови настављачи
- Димитар Кратовски
- Димитрије Љубавић
- Димитрије Кантакузин
- Доментијан
- Поп Драгољ (Зборник попа Драгоља)
- Доротеј (монах)

### Ђ
- Ђорђе Бранковић (гроф)
- Ђурађ Црнојевић
- Ђурађ Бранковић

### И
- Инок из Далше
- Исаија Серски
- Исаија Србин

### Ј
- Јаков Серски
- Јаков из Камене реке
- Јелена Лазаревић Балшић Хранић
- Јеротеј Рачанин
- Јефимија
- монах Јефрем
- Јевтимије Трновски
- Кир Јоаким
- Јован Малешевац
- Јован Србин из Кратова
- Јован Тобољски

### К
- Катарина Бранковић
- Кипријан Рачанин
- Константин Михаиловић
- Константин Филозоф

### Л
- Лав Аникита Филолог
- Лазар Хиландарац
- Зограф Лонгин

### М
- Марко Пећки
- Матеј Граматик
- Матија Поповић
- Марија Ангелина Немањић
- Martin Segon
- Милица Хребељановић
- Монах из Купинова

### Н
- Непознати Зећанин
- Непознати Крушедолци
- Непознати писац Исповедне молитве
- Непознати Раваничанин
- Непознати Светогорац
- Непознати Смедеревац
- Архиепископ српски Никодим I
- Никола Радоња
- Никола Стањевић
- Никон Јерусалимац

### П
- Пајсије Јањевац
- Пајсије Хиландарац
- Пандех
- Пахомије Србин
- Поп Пеја
- Петар Петровић (угарски великаш)

### Р
- Рајчин Судић
- Ромил Светогорски

### С
- Сава Немањић
- Инок Сава
- Самуило Бакачич
- Силуан
- Симеон Монах
- Старац Силуан
- Смедеревски беседник
- Станислав Лесновски
- Стефан Лазаревић
- Стефан Паштровић
- Кир Стефан Србин
- Стефан Првовенчани
- Стефан Раваничанин

### Т
- Теодор Граматик (Теодор Спан)
- Теодор Рачанин
- Теодосије

### Ћ
- Ћирило Хоповац

### Ц
- Црноризац Храбар

## Извори и литература
Извори
- Богдановић, Димитрије, ур. (1988). Теодосије: Житија (PDF). Београд: Просвета; Српска књижевна задруга. Архивирано из оригинала 24. 07. 2021. г. Приступљено 30. 01. 2025.
- Даничић, Ђура, ур. (1865). Животи Светога Симеуна и Светога Саве, написао Доментијан. Београд: Државна штампарија.
- Даничић, Ђура, ур. (1866). Животи краљева и архиепископа српских, написао архиепископ Данило и други. Загреб: Штампарија Светозара Галца.
- Мак Данијел, Гордон, ур. (1989). Данилови настављачи: Данилов Ученик, други настављачи Даниловог зборника (PDF). Београд: Просвета; Српска књижевна задруга. Архивирано из оригинала 30. 01. 2025. г. Приступљено 30. 01. 2025.
- Мак Данијел, Гордон; Петровић, Дамњан, ур. (1988). Данило Други: Животи краљева и архиепископа српских: Службе (PDF). Београд: Просвета; Српска књижевна задруга. Архивирано из оригинала 20. 01. 2025. г. Приступљено 30. 01. 2025.
- Маринковић, Радмила, ур. (1988). Доментијан: Живот Светога Саве и Живот Светога Симеона (PDF). Београд: Просвета; Српска књижевна задруга. Архивирано из оригинала 27. 06. 2023. г. Приступљено 30. 01. 2025.
- Мирковић, Лазар; Радојчић, Никола, ур. (1935). Архиепископ Данило: Животи краљева и архиепископа српских (PDF). Београд: Српска књижевна задруга. Архивирано из оригинала 30. 01. 2025. г. Приступљено 30. 01. 2025.

Литература
- Трифуновић, Ђорђе (1975). Примери из старе српске књижевности: Од Григорија дијака до Гаврила Стефановића Венцловића. Београд: Слово љубве.
- Трифуновић, Ђорђе (1990). Азбучник српских средњовековних књижевних појмова (2. изд.). Београд: Нолит.
- Трифуновић, Ђорђе (1994). Стара српска књижевност: Основе (1. изд.). Београд: Филип Вишњић.
- Трифуновић, Ђорђе (2001). Ка почецима српске писмености. Београд: Откровење.